# 圣塞洛尼
圣塞洛尼，是西班牙王国加泰罗尼亚巴塞罗那省的一个市镇。总面积66平方公里，总人口127人（2001年），人口密度192人/平方公里。